# Гонино (Кировская область)
Гонино — деревня в Уржумском районе Кировской области России. Входит в состав Лазаревского сельского поселения.

## География
Находится на левом берегу реки Тугунка на расстоянии примерно в 30 километрах по прямой на юг-юго-восток от районного центра города Уржум, в 2 километрах к северо-востоку от Лазарево. Ближайшие населенные пункты: Ново-Савиново, Дубровский.

## Население
1. Н/Д[3]

1. Н/Д[4]

Национальный состав
Согласно результатам переписи 2002 года, в национальной структуре населения татары составляли 70 %, русские 30 % от 20 чел.

## Инфраструктура
Личное подсобное хозяйство.

## Транспорт
Доступна деревня автотранспортом.